# Christian-Charles de Schleswig-Holstein-Sonderbourg-Plön-Norbourg
Christian-Charles de Schleswig-Holstein-Sonderbourg-Plön-Norbourg  (né le 20 août 1674 à Magdebourg ; mort le 23 mai 1706 à Sonderbourg) est officier dans l'armée de l'électorat de Brandebourg puis du royaume de Prusse

## Biographie
Christian-Charles est le plus jeune fils du duc Auguste de Schleswig-Holstein-Sonderbourg-Plön-Norbourg et de son épouse Élisabeth-Charlotte d'Anhalt-Harzgerode. Il effectue une carrière comme officier dans l'armée du Brandebourg puis de Prusse et est promu colonel le 30 novembre 1697. Le 14 janvier 1705, il est élevé au grade de Major-général.
Après la mort de son père  Auguste, et l'accession au pouvoir de son frère ainé Joachim Frédéric en 1699, Christian-Charles reçoit seulement comme domaine celui constitué précédemment pour son oncle Bernard de Schleswig-Holstein-Sonderbourg-Plön mort en 1676, c'est-à-dire Søbygård et Gottesgabe, dans l'ile d'Ærø.
Christian-Charles meurt de la variole en 1706 et il est d'abord inhumé à Norbourg mais quand son fils, Frédéric-Charles, accède au duché de Schleswig-Holstein-Sonderbourg-Plön après un long conflit de succession, son corps est transféré dans la crypte ducale de Plön.

### Union et postérité
Christian-Charles épouse le 20 février 1702, à Groß-Umstadt Dorothée-Christine d'Aichelberg (23 janvier 1674 – 22 juin 1762), fille du bailli de Norbourg, Jean-François d'Aichelberg. Pour faire accepter ce mariage morganatique contracté secrètement, Christian-Charles obtient l'accord de son frère, le prince régnant en renonçant à ses droits et à ceux de se descendants au trône et il adopte le nom familial de « von Karlstein ». Cependant, son fils posthume Frédéric-Charles hérite finalement du Schleswig-Holstein-Sonderbourg-Plön en 1722, quand Joachim Frédéric meurt son héritier masculin.
Le couple à trois enfants :
- Charlotte-Amélie (1703 - morte en bas âge)
- Wilhelmine-Augusta (1704 – 1749), épouse en 1731 Conrad Detlev de Reventlow, le fils ainé de Christian Detlev Reventlow.
- Frédéric-Charles de Schleswig-Holstein-Plön

## Article lié
- Liste des ducs de Schleswig-Holstein-Sonderbourg-Glücksbourg

## Source
- Stokwis Anthony Marinus Hendrik Johan, préface de H. F. Wijnman, Manuel d'histoire, de généalogie et de chronologie de tous les États du globe, depuis les temps les plus reculés jusqu'à nos jours, Editions Brill Leyde, 1890-1893 ; Généalogie des comtes et ducs de Holstein, volume III, chapitre VIII, tableau généalogique n°45.